# Kolhuwa
Kolhuwa (en népalais : कोल्हुवा) est un comité de développement villageois du Népal situé dans le district de Nawalparasi. Au recensement de 2011, il comptait 8 798 habitants.